# Geodia phlegraei
Geodia phlegraei är en svampdjursart som först beskrevs av William Johnson Sollas 1880.  Geodia phlegraei ingår i släktet Geodia, och familjen Geodiidae. Arten är reproducerande i Sverige.